# Street Child
Street Child to debiutancki album meksykańskiej piosenkarki Elan. Zawiera on jej największy hit, Midnight. Ricardo Burgos z Sony Music powiedział, że Street Child to "album tworzący historię Ameryki Łacińskiej".

## Spis utworów
1. Leave Me (3:52)
2. Midnight (4:33)
3. Sorry Baby (4:22)
4. Hideaway (5:17)
5. Jeremy (3:48)
6. The Road (4:52)
7. They Came From the City (3:39)
8. Shy (4:04)
9. So Happy (9:02)
10. Call Home (4:29)
11. Time (4:26)
12. Street Child (zawiera ukrytą piosenkę) (6:32 - bez ukrytej ścieżki)
  - Perfect Life (ukryta piosenka) (3:35)

### Australiska edycja
1. Leave Me (3:53)
2. Midnight (4:33)
3. Sorry Baby (4:22)
4. Hideaway (5:18)
5. Jeremy (3:49)
6. The Road (4:53)
7. They Came From the City (3:39)
8. Shy (4:05)
9. Another Woman (3:58)
10. Call Home (4:30)
11. Time (4:27)
12. Street Child (zawiera ukrytą piosenkę) (6:32 - bez ukrytej ścieżki)
  - Perfect Life (ukryta piosenka) (3:35)

### Single
- Midnight
- Hideaway
- Street Child
- They Came From the City
- Time